# Bissey-sous-Cruchaud
Bissey-sous-Cruchaud is een gemeente in het Franse departement Saône-et-Loire (regio Bourgogne-Franche-Comté) en telt 334 inwoners (1999). De plaats maakt deel uit van het arrondissement Chalon-sur-Saône.

## Geografie
De oppervlakte van Bissey-sous-Cruchaud bedraagt 11,2 km², de bevolkingsdichtheid is 29,8 inwoners per km².
De onderstaande kaart toont de ligging van Bissey-sous-Cruchaud met de belangrijkste infrastructuur en aangrenzende gemeenten.

## Demografie
Onderstaande figuur toont het verloop van het inwonertal (bron: INSEE-tellingen).